# 한국의 로마 가톨릭 교구 목록

한국의 천주교 교구

한국 천주교회는 3개의 교회관구로 연합되며 3개의 대교구(archidiocese)와 14개 교구(diocese), 덕원자치수도원구와  군인 사목을 위해 설립된 군종교구(일종의 군종관리구)로 구성되어 있다.

## 한국의 교구

### 광주관구
- 광주대교구
- 전주교구
- 제주교구

### 서울관구
- 서울대교구
- 대전교구
- 수원교구
- 인천교구
- 원주교구
- 의정부교구
- 춘천교구
- 평양교구
- 함흥교구

### 대구관구
- 대구대교구
- 마산교구
- 부산교구
- 안동교구
- 청주교구

### 면속구
- 덕원자치수도원구
- 군종교구